# Armando Llamas
Armando Llamas nació en Campo y Santibáñez en el año 1950 y falleció el 29 de mayo de 2003 en París. Era un dramaturgo español. Su obra está escrita en español y en francés.

## Biografía
Armando Llamas emigró a Argentina con sus padres a la edad de un año. El realizó sus primeras experiencias artísticas y teatrales en Argentina, Sufrió mucho la dictadura militar debido a su homosexualidad. En 1970, regresa con su familia a España, pero la dictadura de Francisco Franco se hace más insoportable. Se irá a Francia a vivier en París en 1973. Allí conoció a Claude Régy, convirtiéndose en su asistente. Fue componente de la intelectualidad de París (Marguerite Duras, Nathalie Sarraute), pero también mantuvo contacto con la comunidad argentina: Copi, Arrabal, Jorge Lavelli.
Llamas escribió su obra teatral en francés. Algunas de sus piezas fueron montadas por Stanislas Nordey, Philippe Adrien o Michel DIdym. Colaboró en el Mousson d'été, un festival de escritores contemporáneos en Pont-à-Mousson. Inició un gran ciclo teatral, L'Amour renaît des os brûles des Sodomites que no pudo terminar. Enfermo de sida fallece en París en 2003 debido a una embolia cerebral. Se le rindió un homenaje en el Théâtre Ouvert en el que participaron todos sus amigos y los grandes nombres del teatro contemporáneo. Su obra está editada principalmente por las ediciones Les Solitaires intempestifs (Besançon).

## Obra teatral
- Lisbeth est complètement pétée
- Gustave n'est pas moderne
- Tahafôt al Tahafôt
- 14 pièces piégées
- Meurtres de la Princesse juive
- Pièces autobiographiques
- L'Amour renaît des os brûles des Sodomites
- No way Veronica